# Бранко Бошњак
Бранко Бошњак (Сарајево, 11. октобар 1955) бивши је југословенски фудбалер.

## Каријера
Каријеру је започео у Сарајеву, где је у периоду од 1974. до 1979. године одиграо 123 утакмице и постигао 4 гола. Од средине 1979. године до 1983.  играо је за Олимпију Љубљана на 123 сусрета, уз 4 постигнута гола. Од лета 1983. године играо је за Динамо Загреб, где је забележио 22 лигашке утакмице, укупно 33 утакмице са једним постигнутим голом, у ремију против Ријеке (1:1), у марту 1984. године. Играч Динама Загреб био је до прелазног рока сезоне 1984/85.
Од средине 1984. године поново је био играч Олимпије Љубљана, у којој је остао једну сезону и играо на 16 утакмкица. Као интернационалац две сезоне играо је у турксом Кајсериспору, где је на 53 утакмице постигао 5 голова. По трећи пут у каријери заиграо је за Олимпију Љубљана, за коју је на 29 утакмица постигао 2 гола, до 1988. године, када је завршио каријеру.
За репрезентацију Југославије одиграо је једну утакмицу, 1. јуна 1983. године у мечу против селекције Румуније у Београду.